# Reial Audiència de Manila

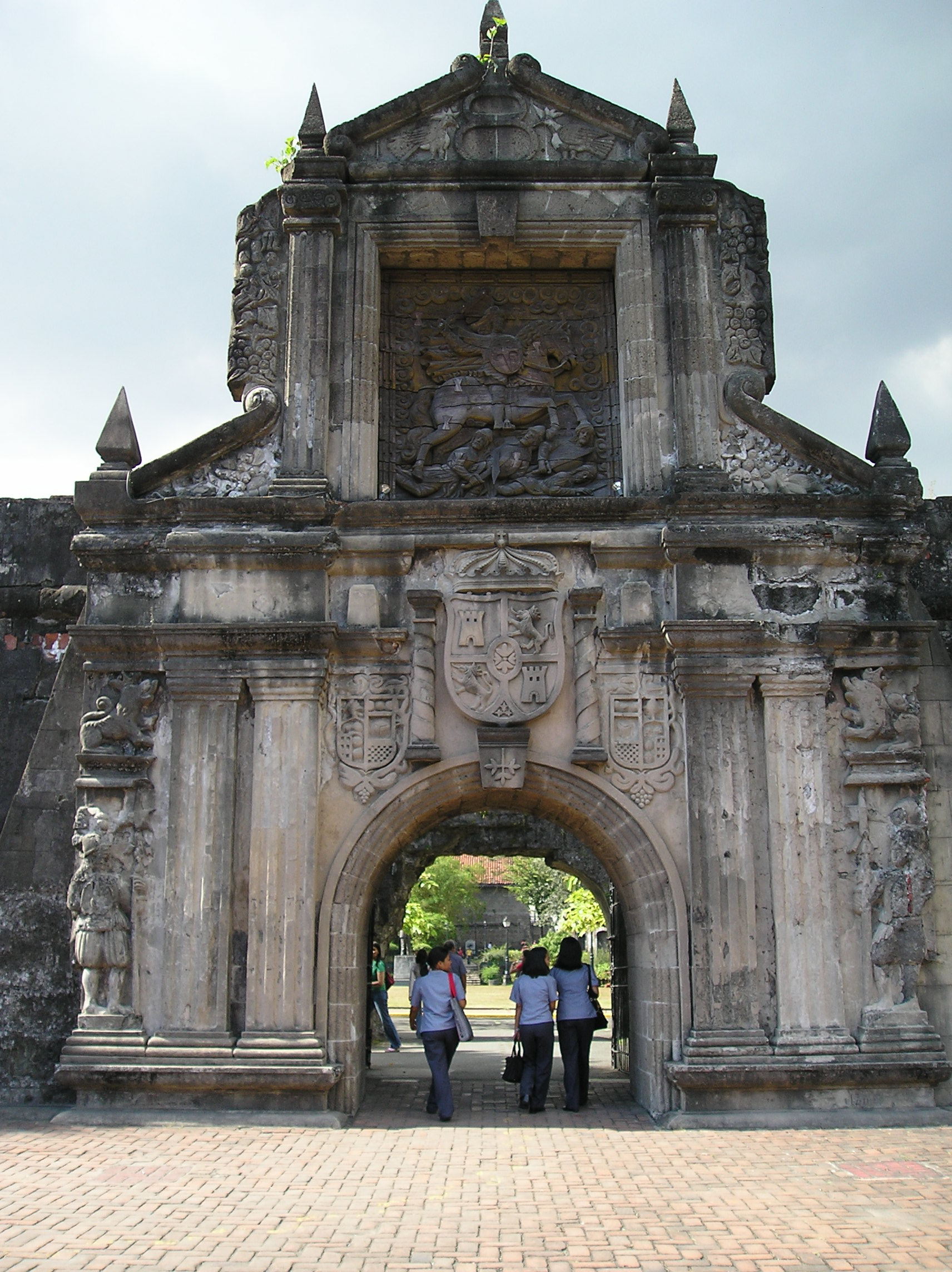
Porta del Fort Santiago, a Manila.

L'Audiència i Cancelleria Reial de Manila, era el més alt tribunal de la Corona espanyola en els seus territoris asiàtics de les Filipines i nominalment també de la Xina. Després de la conquesta de les Filipines duta a terme per Miguel López de Legazpi el 1565, va ser creada per una Reial Cèdula del Rei Felip II, de l'1 de juny de 1574, la Governació i Capitania General de les Filipines dependent del Virregnat de Nova Espanya.

## Història
El bisbat catòlic de Manila va ser creat el 1579, passant a ser arquebisbat el 1591 quan es van crear tres bisbats sufraganis: Cebu, Nova Segòvia i Nova Càceres.

### Creació
La Reial Audiència de Manila va ser creada pel Rei Felip II el 5 de maig de 1583 i establerta el 1584, sent el seu president al mateix temps governador de la Capitania General de les Filipines. Abans de la seva creació, els assumptes judicials depenien de la Reial Audiència de Mèxic.

### Disolució
Descontent amb els límits que l'Audiència imposava a l'autoritat del governador, el titular del càrrec Santiago de Vera la va dissoldre el 1590, enviant de tornada a Mèxic als oïdors que la componien.

### Restitució
El governador Francisco Tello de Guzmán la va restablir el 1596.

### Ocupació britànica i restitució
La ciutat de Manila va ser ocupada el 1762 per l'almirall anglès Samuel Cornish, l'oïdor de la Reial Audiència Simón de Anda, va aconseguir resistir a l'interior de l'arxipèlag fins que els britànics arran de la Pau de París, van haver de tornar la ciutat a Espanya el 1763.

## Recopilació de Lleis d'Índies de 1680
La Llei XJ (Audiència i Cancelleria Reial de Manila en les Filipines) del Títol XV (De les Audiències i Cancelleries Reials de les Índies) del Llibre II, recull les limitacions dels funcionaris d'aquesta Audiència
| « | En la Ciudad de Manila, en la Isla de Luzon, Cabeça de las Filipinas, resida otra nuestra Audiencia y Chancilleria Real, con vn Presidente, que sea Governador y Capitan General: quatro Oidores, que también sean Alcaldes de el Crimen: vn Fiscal: vn Alguazil mayor: vn Teniente de Gran Chanciller, y los demás Ministros y Oficiales necessarios: y tenga por distrito la dicha Isla de Luzon, y todas las demás de las Filipinas, Archipiélago de la China, y la Tierrafirme della, descubierta, y por descubrir. Y mandamos, que el Governador y Capitan General de las dichas Islas y Provincias, y Presidente de la Real Audiencia dellas, tenga privativamente el gobierno superior de todo el distrito de la dicha Audiencia en paz y en guerra, y haga las provisiones y mercedes en nuestro Real nombre, que conforme á las leyes de esta Recopilación, y de estos Reynos de Castilla, y á las instrucciones y poderes, que de Nos llevare, deva y pueda hazer, y en cosas y casos, que se ofrecieren de gobierno, que sean de importancia, el dicho Presidente Governador las haya de tratar con los Oidores de la dicha Audiencia, para que le dén su parecer consultivamente, y habiendolos oído, provea lo mas conveniente al servicio de Dios, y nuestro, y á la paz y tranquilidad de aquella Provincia y Republica. | » |